# Первая клятва при Акабе
О пророк!

              Когда к тебе, на верность присягая,

Придут те женщины, что веруют (в Аллаха),

Клянясь, что в равные Ему

Не будут измышлять других богов,

Не будут красть, блудить не будут,

Не будут убивать своих детей,

Искусной ложью покрывать не будут

Все злодеянья рук своих и ног,

Противиться тебе во всём,

Что добродетельно, не будут, —

Тогда прими присягу их

И испроси для них прощенья у Аллаха, —

Поистине, всемилостив и всепрощающ Он!
Первая клятва при Акабе (араб. بيعة العقبة الأولى‎) — присяга, которую представители мединских племён Аус и Хазрадж принесли пророку Мухаммеду на холме Акаба между Меккой и Миной. Это событие получило названия «первой клятвы Акабы», «присяги двенадцати» и «присяги верующих женщин». Спустя год 75 мединцев (73 мужчины и 2 женщины) тайно встретились с Пророком и поклялись защищать его, а также его приближенных используя оружие. Это событие получило название «второй клятвы Акабы» или «присяга войны». После этих событий началось переселение мусульман из Мекки в Медину.

## История
В 621 году, во время традиционного паломничества к Каабе, представители мединских племён встретились с пророком Мухаммедом для переговоров. На склонах холма Акаба, недалеко от дороги между горой Арафат и долиной Мина, двенадцать мединцев (10 хазраджитов и 2 аусита) торжественно поклялись пророку Мухаммеду поклоняться только Аллаху, не красть, не прелюбодействовать, не убивать детей, воздерживаться от клеветы и злословия. Они также поклялись повиноваться Мухаммеду, как пророку, исполнять что потребует Аллах, хранить верность Мухаммеду в счастье и в горе.
По окончании переговоров вместе с делегатами в Медину отправился Мусаб ибн Умайр, который должен был обучать новообращённых чтению Корана, наставлять их в вопросах веры и растолковывать им тонкости ритуальной стороны ислама. В задачу Мусаба входило также ознакомиться на месте с настроениями в оазисе и выяснить, насколько реальна перспектива переселения туда всех мекканских мусульман. Клятва при Акабе почти дословно повторяет отрывок из 12 аята суры Аль-Мумтахана («Испытуемая»).
Некоторые западные исламоведы считали, что в Акабе была только одна встреча, так как ат-Табари упомянул только первую — «присягу женщин».

## Участники
Хазраджиты
1. Аббас ибн Убада ибн Надала;
2. Асад ибн Зурара;
3. Ауф ибн Харис;
4. Закван ибн Абд аль-Кайс;
5. Кутба ибн Амр;
6. Муаз ибн аль-Харис;
7. Рафи ибн Малик ибн аль-Аджлан;
8. Убада ибн ас-Самит ибн Кайс;
9. Укба ибн Амр;
10. Язид ибн Салаба;

Ауситы
1. Абу аль-Хайсам ибн ат-Тайхан;
2. Увайм ибн Саида[5].